# Marc Frédérix
Marc Yves André Frédérix (* 12. Februar 1919 in Paris; † 9. Juni 2004 ebenda) war ein französischer Filmarchitekt.

## Leben und Wirken
Frédérix kam 1919 als einer von drei Söhnen des Regisseurs Jacques Feyder und der Schauspielerin Françoise Rosay in Paris zur Welt. Kurz nach Kriegsende 1945 stieß er zum Film und begann nach seiner Ausbildung als Assistent des renommierten Filmarchitekten Jean d’Eaubonne seine ersten praktischen Erfahrungen (bei dem Melodram Der blinde Engel, 1946) zu sammeln. Frédérix blieb viele Jahrzehnte lang – auch zu einer Zeit, in der er längst zum Chefarchitekten aufgerückt war – weiterhin als Szenenbildnerassistent aktiv und war in dieser untergeordneten Funktion auch an der Erstellung der Filmbauten zu berühmten Filmklassikern wie Max Ophüls’ Der Reigen, Jacques Beckers Goldhelm, Louis Malles Zazie und dem James-Bond-Film Moonraker – streng geheim beteiligt.
Seit seiner Mitarbeit bei der Umsetzung der Bauentwürfe zu dem groß angelegten Kriegsfilm Brennt Paris? (1965), wo er mit den federführenden Kollegen Willy Holt (seinem Chef bei einem weiteren Kriegsfilm, Der Zug) und Pierre Guffroy gemeinsam eine Oscar-Nominierung erhalten hatte, ließ man Frédérix auch eigenständig Kulissen entwerfen. Dabei konnte er auch immer wieder Aufträge zu internationalen Filmen wie etwa Der Sergeant, So reisen und so lieben wir, Bobby Deerfield, Am Rande des Abgrunds und American Dreamer an Land ziehen. Bei diesen Werken handelte es sich überwiegend um auf dem europäischen Festland entstandene, englischsprachige Produktionen. 1984 zog sich Marc Frédérix vom Filmbau zurück. Seine Brüder Paul Feyder und Bernard Farrel waren als Regieassistenten ebenfalls beim Film tätig. Von 1941 bis zu seinem Tod im Jahr 2004 war er mit der Filmeditorin Françoise Javet verheiratet.

## Filmografie
nur als Chefarchitekt:
- 1956: Die Braut war viel zu schön (La mariée est trop belle)
- 1965: Brennt Paris? (Paris brûle-t-il ?)
- 1968: Der Sergeant (The Sergeant)
- 1968: So reisen und so lieben wir (If it’s Tuesday This Must Be Belgium)
- 1970: Friends – Eine Liebesgeschichte (Friends)
- 1971: Mörder hinter der Tür (Quelqu’un derrière la porte)
- 1976: Bobby Deerfield
- 1981: Enigma
- 1982: Am Rande des Abgrunds (Five Days One Summer)
- 1982: Da graust sich ja der Weihnachtsmann (Le père Noël est une ordure)
- 1982: Das As der Asse (L’as des as)
- 1984: American Dreamer